# Jason Marsden
Jason Christopher Marsten (ur. 22 lutego 1975 w Providence w stanie Rhode Island) – amerykański aktor głosowy, rzadko występujący przed kamerą. Podkładał głos m.in. pod syna Goofy’ego w filmie Goofy na wakacjach, a także pod dorosłego Kovu w filmie Król lew II: Czas Simby.

## Filmografia
| Głos i dubbing | Głos i dubbing                   | Głos i dubbing        | Głos i dubbing          |
| Rok            | Tytuł                            | Rola                  | Uwagi                   |
| -------------- | -------------------------------- | --------------------- | ----------------------- |
| 1990–1991      | Piotruś Pan i piraci             | Piotruś Pan           | Główna rola, 64 odcinki |
| 1995           | Goofy na wakacjach               | Maximilian „Max” Goof | Dialogi                 |
| 1998           | Król lew II: Czas Simby          | Dorosły Kovu          | Dialogi                 |
| 1999           | Tarzan                           | Mungo                 | Głos                    |
| 2001–2013      | Odlotowe agentki                 | Ian Flemish           | Głos, 1 odcinek         |
| 2005–2006      | A.T.O.M. Alpha Teens On Machines | Mistrz Kwan           | Głos, 2 odcinki         |
| 2015–2019      | Lwia Straż                       | Kovu                  | Głos                    |